# Jean-Baptiste Boësset
Pour les articles homonymes, voir Boësset.
Jean-Baptiste Boësset (ou Boesset) ou Jean-Baptiste de Boësset, sieur de Dehault, est un compositeur français de musique sacrée et séculière, né à Paris en 1614 et mort dans la même ville le 25 décembre 1685.

## Biographie
Jean-Baptiste Boësset est issu d'une dynastie qui a donné deux surintendants à la musique du roi, Pierre Guédron, son grand-père maternel, et le compositeur Antoine Boësset dont il est le fils aîné. Il fit une très longue carrière à la Cour. Il conserva pendant cinquante ans la charge de maître de la musique du roi, et pendant quarante et un ans, celle de surintendant. Il fut aussi écuyer (1646), chevalier (1648), et, comme son père, conseiller et maître d'hôtel du roi (1651). Il occupa dans le monde musical, militaire et aristocratique une situation exceptionnelle.

## Œuvres
Ses travaux les plus connus sont :
- Une version d'Ave Regina,
- Plusieurs airs de cour,
- Trois messes, initialement attribuées à son père, qui sont généralement[Qui ?] maintenant considérées comme étant son œuvre,
- Cinq motets,
- Des psaumes.

Une collaboration avec Jean-Baptiste Lully donna naissance à des ballets de cour, entre 1653 et 1666.